# 2008 w Wojsku Polskim
Kalendarium Wojska Polskiego 2008 – wydarzenia w Wojsku Polskim w roku 2008.
Potencjał Sił Zbrojnych RP na 31.12.2008 wynosił:
| Stan ewidencyjny Wojska Polskiego | Podstawowe uzbrojenie Wojska Polskiego                                                                        |
| --- | --- |
| - generałowie – 127 - oficerowie – ok. 22370 - podoficerowie – ok. 41 510 - szeregowi zawodowi – ok. 14 240 - żołnierze zasadniczej służby wojskowej – ok. 37 600 | - czołgi – - wozy bojowe – - artyleria – - śmigłowce – - samoloty – - okręty bojowe – - jednostki pływające – |

## Styczeń
1 stycznia
- nastąpiły zmiany w strukturze organizacyjnej Marynarki Wojennej (więcej):
- rozpoczął funkcjonowanie Oddział Zabezpieczenia Marynarki Wojennej utworzony na bazie między innymi rozformowanego 1 Morskiego Pułku Strzelców w Gdyni-Witominie;
- rozpoczęło funkcjonowanie Centrum Wsparcia Teleinformatycznego i Dowodzenia Marynarki Wojennej na bazie rozformowanego 11 Pułku Łączności w Wejherowie oraz Rejonów Łączności i Obserwacji;
- utworzono Punkt Bazowania Hel w miejsce Komendy Portu Wojennego Hel
- jednostka specjalna Marynarki Wojennej przeszła w podporządkowanie dowódcy Wojsk Specjalnych.

2 stycznia
- gen. bryg. Marek Witczak zamienił na stanowisku komendanta głównego Żandarmerii Wojskowej gen. dyw. Jana Żukowskiego[2]

3 stycznia
- Gen. dyw. rez. Piotr Czerwiński zrezygnował ze stanowiska podsekretarza stanu w Ministerstwie Obrony Narodowej[2]

4–5 stycznia
- z lotniska Szczecin-Goleniów odlatywały kolejne grupy żołnierzy X zmiany PKW. W skład zmiany weszli żołnierze 12 Dywizji Zmechanizowanej, 25 Brygady Kawalerii Powietrznej, 10 Brygady Logistycznej i 49 pułku śmigłowców bojowych[2]

9 stycznia
- w Porcie Wojennym w Gdyni-Oksywiu odbył się briefing prasowy dla dziennikarzy, na którym dowódca Marynarki Wojennej wadm. Andrzej Karweta przedstawił najważniejsze zadania stojące przed Marynarką Wojenną w 2008, jednym z tematów spotkania była prezentacja nowego uzbrojenia rakietowego, które weszło na wyposażenie Marynarki Wojennej. Okręt rakietowy ORP „Grom”, jako pierwsza polska jednostka uzbrojona została w zestawy rakietowe typu RBS 15 Mk II (więcej)

11 stycznia
- rozpoczął działalność Oddział Zabezpieczenia Marynarki Wojennej[2]

15 stycznia
- w Centrum Szkolenia na Potrzeby Sił Pokojowych pożegnano żołnierzy VIII zmiany Polskiego Kontyngentu Wojskowego EUFOR udających się do Bośni i Hercegowiny[2]
- Publicznej Szkole Podstawowej nr 2 nadano imię 11 Lubuskiej Dywizji Kawalerii Pancernej[2]

16 stycznia
- w Zamościu przekazano sztandar rozformowanej 3 Brygady Obrony Terytorialnej dowódcy 3 batalionu obrony terytorialnej[2]

17 stycznia
- prezydent Lech Kaczyński mianował generałem dywizji Zbigniewa Tłok-Kosowskiego[2]

18 stycznia
- minister obrony narodowej Bogdan Klich odwołał wszystkich, poza jednym, członków Rady Nadzorczej Agencji Mienia Wojskowego[2]

21 stycznia
- na terenie 8 Bazy Lotniczej w Krakowie-Balicach powitano I grupę żołnierzy powracających z Iraku w ramach IX zmiany PKW; w uroczystości powitania żołnierzy uczestniczyli: wojewoda małopolski Jerzy Miller, dowódca 2 Korpusu Zmechanizowanego gen. dyw. Edward Gruszka oraz szef logistyki 1 Warszawskiej Dywizji Zmechanizowanej płk Eugeniusz Kaczanowski i przede wszystkim rodziny i bliscy powracających żołnierzy

22 stycznia
- minister obrony narodowej Bogdan Klich pożegnał wraz z szefem Sztabu Generalnego Wojska Polskiego generałem Franciszkiem Gągorem oraz dowódcami Rodzajów Sił Zbrojnych 33 z 39 generałów: gen. broni: Stanisława Targosza, Henryka Tacika, adm. floty Romana Krzyżelewskiego, gen. dyw.: Stanisława Krysińskiego, Jerzego Baranowskiego, Leszka Chyłę, Krzysztofa Juńca, Piotra Czerwińskiego, Juliana Maja, Lecha Stefaniaka, Andrzeja Ameljańczyka, Zbigniewa Cieślika, Fryderyka Czekaja, Wojciecha Kubiaka, wiceadm. Mariana Prudzienicę, gen. bryg.: Krzysztofa Busza, Waldemara Czarneckiego, Piotra Dąbrowskiego, Mariana Deringa, Krzysztofa Kucharskiego, Tadeusza Kuziorę, Kazimierza Sikorskiego, Marka Dukaczewskiego, Romana Polaka, Zbigniewa Szurę, Gustawa Maja, Mariana Kolczyńskiego, Józefa Leszegę, Andrzeja Lewandowskiego, Marka Kondrackiego, kontradm.: Andrzeja Rosińskiego, Zygmunta Kitowskiego, Michała Michalskiego
- ambasador USA Victor Ashe wraz z attaché obrony Richardem C. Runnerem odwiedzili 12 Szczecińską Dywizję Zmechanizowaną im. Księcia Bolesława Krzywoustego oraz 12 Brygadę Zmechanizowaną im. gen. broni Józefa Hallera[2]
- Publiczna Szkoła Podstawowa nr 2 w Żaganiu przyjęła imię 11 Lubuskiej Dywizji Kawalerii Pancernej[2]

23 stycznia
- żołnierze z Wielonarodowej Dywizji Centrum-Południe oddali do użytku po generalnym remoncie trzy szkoły w Diwaniji
- w pobliżu mirosławieckiego lotniska 12 Bazy Lotniczej doszło do katastrofy wojskowego samolotu transportowego CASA C-295; zginęło czterech członków załogi samolotu oraz szesnastu pasażerów[3].

24 stycznia
- dowódca Sił Powietrznych gen. broni Andrzej Błasik wstrzymał wszystkie loty na samolotach transportowych typu CASA C-295

25–27 stycznia
- orkiestra garnizonu Elbląg wzięła udział w Międzynarodowym Festiwalu Orkiestr Wojskowych w Niemczech[2]

28 stycznia
- w Camp Butmir odbyło się przekazania dowodzenia Polskim Kontyngentem Wojskowym EUFOR w Republice Bośni i Hercegowiny. Ppłk Grzegorz Parol przekazał dowodzenie kontyngentem ppłk. Dariuszowi Pałaczyńskiemu[2].
- prezes Rady Ministrów Donald Tusk powołał gen. w st. spocz. Czesława Piątasa na stanowisko sekretarza stanu w resorcie obrony[2]

30 stycznia
- gen. dyw. Andrzej Malinowski przejął dowodzenie Wielonarodową Dywizją Centrum Południe od gen. dyw. Tadeusza Buka[2]

## Luty
1 lutego

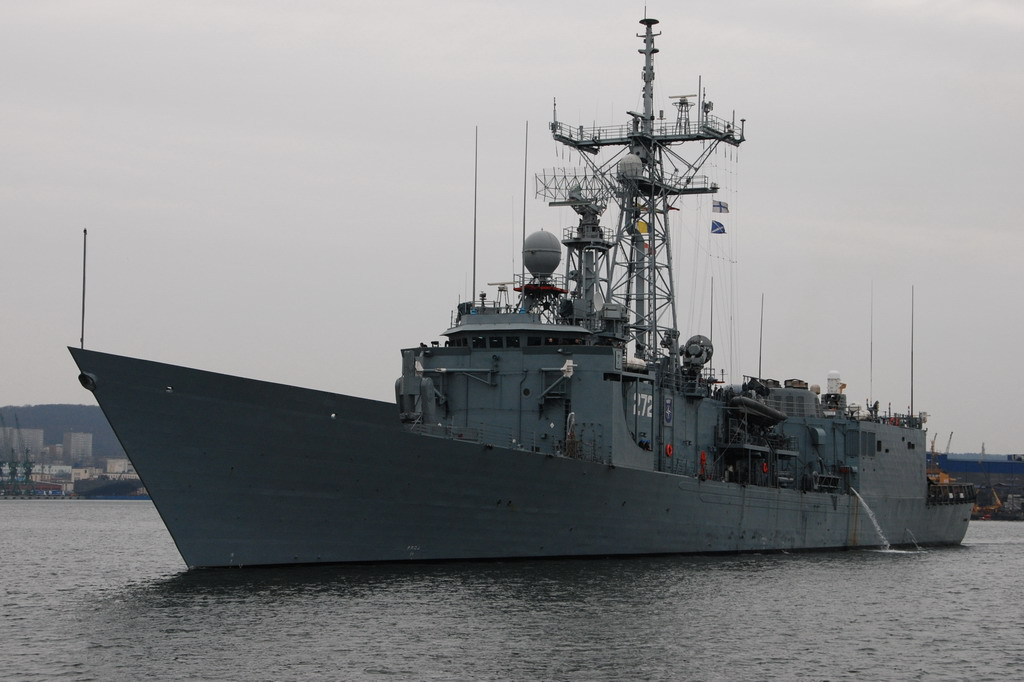
26 lutego – ORP „Gen. K. Pułaski” wypływa na Atlantyk

- w Centrum Szkolenia na Potrzeby Sił Pokojowych powitano żołnierzy VII zmiany Polskiego Kontyngentu Wojskowego EUFOR, powracających z operacji „Althea” w Republice Bośni i Hercegowiny[4]

4 lutego
- PKW Afganistan otrzymał 60 wozów terenowych HMMWV z zestawami dodatkowego opancerzenia Frag Kit 5. Poza wzmocnionym pancerzem, pojazdy wyposażone były w systemy gaśnicze i elektrycznie obracane wieżyczki strzeleckie[4].
- 2 kompania szturmowa 16 batalionu powietrznodesantowego wyróżniona została tytułem honorowym „Wzorowy Pododdział Wojsk Lądowych”[4]

4–7 lutego
- szef sztabu Inspektoratu Wsparcia Sił Zbrojnych gen. bryg. Jerzy Krzywiecki przeprowadził trening sztabowy pod kryptonimem „Jowisz 08”. Celem było doskonalenie planowania użycia wojsk inspektoratu w tyłowej strefie działań, zabezpieczenia logistycznego w ramach narodowej i sojuszniczej operacji połączonej[4]

5–7 lutego
- w Szczecinie odbyły się Warsztaty Szkoleniowe Kapelmistrzów Wojska Polskiego[4]

6 lutego
- w Pasłęku lufa armaty czołgu przewożonego transportem kolejowym, uszkodziła trakcję elektryczną[4]

6–15 lutego
- w ćwiczeniu „Decisive Augustus East” brały udział pododdziały POLUKRBAT. Żołnierze ćwiczyli m.in. organizowanie punktów kontrolnych, ewakuację medyczną oraz przerzut pododdziałów śmigłowcami poza rejon działania batalionu[4]

8 lutego
- apel o zwolnienie z aresztu żołnierzy oskarżonych w związku z zajściem w afgańskiej wiosce Nangar Khel wystosowali m.in. były dowódca GROM gen. bryg. Sławomir Petelicki, członkowie Kapituły Orderu Wojennego Virtuti Militari: gen. bryg. Stanisław Nałęcz-Komornicki, gen. bryg. Stefan Bałuk i gen. bryg. Zbigniew Ścibor-Rylski, oraz prawnicy: prof. Piotr Kruszyński i prof. Hubert Izdebski[4]

11–12 lutego
- w 23 Brygadzie Artylerii odbył się trening sztabowy pod kryptonimem „Luty 08”. Ćwiczono planowanie wsparcia ogniowego operacji obronnej korpusu[4]

11–15 lutego
- w dowództwie ŚOW przeprowadzono trening sztabowy pod kryptonimem „Bzura 08”. Doskonalono dowódców w prowadzeniu działań w sytuacji narastania zagrożenia wybuchem konfliktu[4]

13 lutego
- w Świętoszowie inspektorzy z Ukrainy przeprowadzili inspekcję zgodnie z postanowieniami „Dokumentu wiedeńskiego 1999” w sprawie kontroli zbrojeń konwencjonalnych[4]
- minister obrony narodowej Bogdan Klich odwołał Ryszarda Majdzika z funkcji członka Rady Nadzorczej Agencji Mienia Wojskowego[4]

14 lutego
- W 4 Głogowskim batalionie ratownictwa inżynieryjnego przeprowadzone zostały zajęcia taktyczno-inżynieryjne na temat urządzenia i utrzymania przeprawy desantowej na transporterach pływających[4]
- doktorant WAT, Wojciech Kiciński, został ciężko ranny w wyniku eksplozji podczas eksperymentu, który wykonywał do swojej pracy na temat materiałów wybuchowych[4]

14–15 lutego
- w 1 Mazurskiej Brygadzie Artylerii odbył się trening sztabowy pod kryptonimem „Sapina 08”. Tematem było planowanie, organizacja i realizacja wsparcia ogniowego w działaniach bojowych[4]

18 lutego
- w siłach zbrojnych wprowadzono podwyższoną gotowość bojową w związku z ryzykiem upadku na terytorium Polski amerykańskiego satelity
- minister obrony narodowej Bogdan Klich został przesłuchany przez prokuraturę w sprawach związanych z ostrzelaniem przez polskich żołnierzy wioski Nangar Khel
- w 21 Bazie Lotniczej pożegnano lotników, którzy zginęli w katastrofie samolotu CASA[4]

19 lutego
- w PKW UNDOF w Syrii doszło do wypadku z bronią, w którym poniósł śmierć poniósł sierż. Grzegorz Szukniełojć[4]

19–20 lutego
- w 2 batalionie ratownictwa inżynieryjnego przeprowadzono trening sztabowy pod kryptonimem „Stobrawa 08”. Ćwiczono planowanie użycia sił i środków podczas wystąpienia sytuacji kryzysowej[4].
- w sztabie 11 Lubuskiej Dywizji Kawalerii Pancernej przeprowadzono trening sztabowy pod kryptonimem „Nysa 08”. Tematem treningu było planowanie przemieszczenia dywizji na dużą odległość[4].

20 lutego
- przewodniczącą Rady ds. Kobiet w Siłach Zbrojnych RP została kmdr Bożena Szubińska[4]

25–28 lutego
- w Kwaterze Głównej Wielonarodowego Korpusu Północ–Wschód żołnierze 7 Pomorskiej Brygady Obrony Wybrzeża wzięli udział we wspomaganym komputerowo ćwiczeniu pod kryptonimem „Cool Gasket”. Celem było wypracowanie i uzgodnienie wspólnych struktur oraz procedur planowania operacyjnego[4]

26 lutego
- w Afganistanie, w wyniku eksplozji ładunku wybuchowego zginęli: st. kpr. Szymon Słowik i st. szer. Hubert Kowalewski, a st. szer. Jacek Domański został ranny. Polscy żołnierze wracali wozem HMMWV z akcji niesienia pomocy humanitarnej[4]
- w Kielcach pożegnano 320 żołnierzy udających się na misję ONZ do Syrii w XXIX zmianie PKW UNDOF. Zmianę wystawiła 16 Dywizja Zmechanizowana[4]

26 lutego–6 maja
- fregata rakietowa ORP „Gen. K. Pułaski” uczestniczyła w manewrach NATO na Atlantyku. Tematem ćwiczenia była m.in. osłona strategicznego transportu morskiego, poszukiwanie i zwalczanie okrętów podwodnych oraz przeciwdziałanie terroryzmowi na morzu[4]

28 lutego
- weszło w życie rozporządzenie Ministra Obrony Narodowej w sprawie zwalniania żołnierzy zawodowych z zawodowej służby wojskowej. Żołnierz zawodowy, który w dwóch kolejnych latach otrzyma oceny niedostateczne ze sprawdzianu sprawności fizycznej zostanie zwolniony ze służby[5].

## Marzec
1 marca

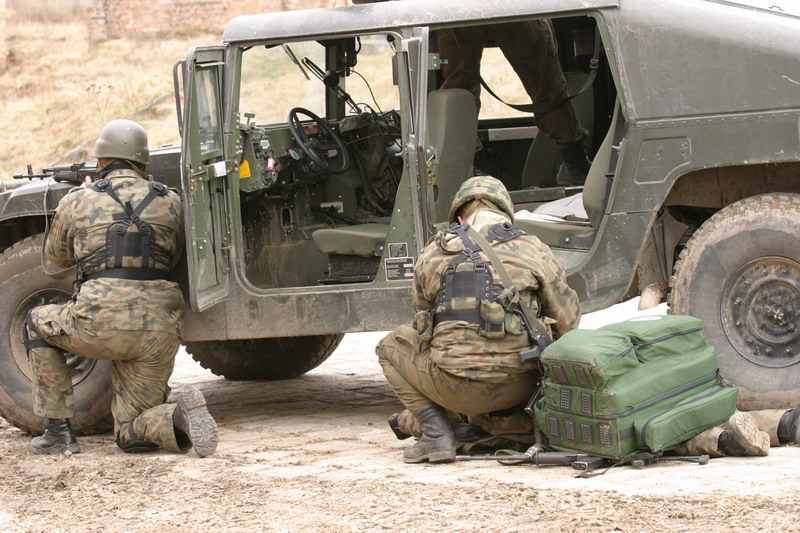
Ćwiczenie pk. Bagram III

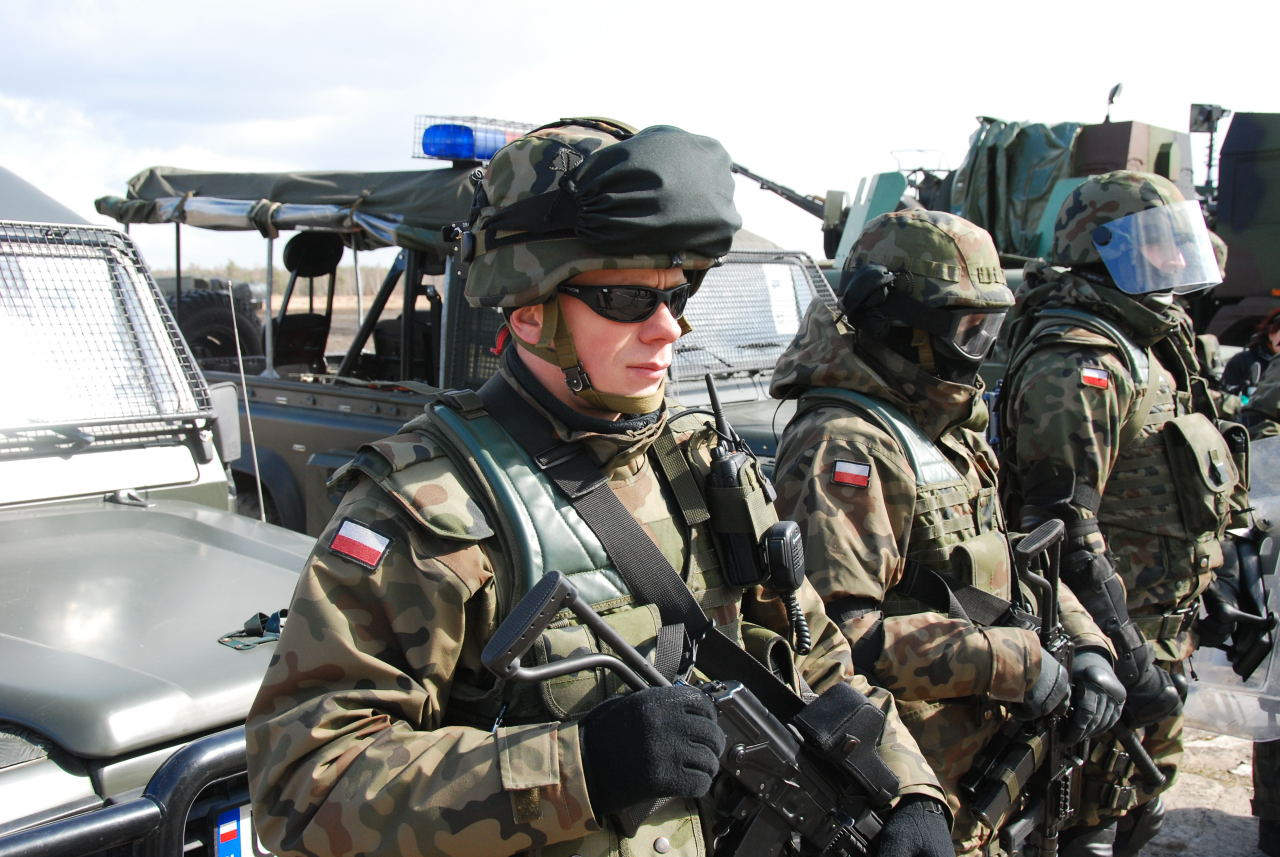
Ćwiczenie pk. Iriba I

- Według raportu Najwyższej Izby Kontroli, większość studiujących na uczelniach wojskowych po ich ukończeniu nie zamierzało służyć w wojsku[6]

4–12 marca
- W Wędrzynie trwało ćwiczenie pod kryptonimem „Bagram III” przygotowujące żołnierzy III zmiany PKW Afganistan do misji. Ćwiczono m.in. działania typu „cordon and search” („otocz i przeszukaj”), obronę bazy oraz ewakuację medyczną[6].

6 marca
- powstał Ogólnopolski Związek Zawodowy Byłych Żołnierzy Zawodowych[6].
- początek dwudniowej operacji przerzucenia ok. 300 żołnierzy XVIII zmiany PKW w Kosowie (KFOR)

11 marca
- na Okęciu wylądował awaryjnie polski samolot F-16[6]

12 marca
- żołnierze Wielonarodowej Dywizji Centrum Południe, wspólnie z irackimi siłami bezpieczeństwa, ujęli 18 terrorystów[6]
- na lotnisku 22 Bazy Lotniczej odbyło się pożegnanie żołnierzy Polskiego Kontyngentu Wojskowego „Orlik 2”[6]

13–14 marca
- z wizytą w Polsce przebywał sekretarz generalny NATO, Jaap de Hoop Scheffer[6]

13–18 marca
- w Świętoszowie odbyły się ćwiczenia pod kryptonimem „Iriba I”. Przygotowywały one żołnierzy do operacji EUFOR w Republice Czadu[6].

26 marca
- w Akademii Obrony Narodowej odbyła się konferencja na temat udziału Sił Zbrojnych RP w systemie bezpieczeństwa „Euro 2012”[6]

27 marca
- w Centrum Konferencyjnym Wojska Polskiego odbyła się uroczysta gala nadania „Buzdyganów 2008”. Tytuł „Żołnierza Roku” zdobył mjr Tomasz Szulejko, „Przyjaciel Wojska” – red. Katarzyna Lechowicz, „Oficer Roku” – mjr Tomasz Biedziak, „Podoficer Roku” – sierż. sztab. Zbigniew Siekierski, „Najlepszy Żołnierz Wojsk Lądowych” – st. szer. Daniel Delost, „Najlepszy Żołnierz Sił Powietrznych” – płk dypl. pil. Robert Cierniak, „Najlepszy Żołnierz Marynarki Wojennej” – kmdr ppor. Leszek Dziadek, „Publicysta Roku” – ppłk dr inż. Jerzy Garstka, Nagroda Specjalna: Polski Kontyngent Wojskowy Irak[6]

31 marca
- w Warszawie odbyła się doroczna odprawa kierowniczej kadry Ministerstwa Obrony Narodowej i Sił Zbrojnych RP[6]. Podczas odprawy oddziałom wojskowym zostały przyznane „Znaki Honorowe Sił Zbrojnych RP”. Wyróżnione zostały: 25 Brygada Kawalerii Powietrznej, 1 Śląska Brygada Rakietowa Obrony Powietrznej, Centrum Szkolenia Marynarki Wojennej, Oddział Zabezpieczenia Dowództwa Garnizonu Warszawa. Za szczególne osiągnięcia w wykonywaniu zadań poza granicami państwa wyróżniona została: 17 Wielkopolska Brygada Zmechanizowana, 10 Brygada Logistyczna, Oddział Specjalny Żandarmerii Wojskowej w Mińsku Mazowieckim

## Kwiecień
1 kwietnia
- rozpoczęła funkcjonowanie 31 Baza Lotnictwa Taktycznego[7]

7 kwietnia
- w prowincji Ghazni dwóch żołnierzy z Zespołu Bojowego „A” zostało rannych. Jeden HMMWV najechał na minę[7].

7–10 kwietnia
- w dowództwie SOW przeprowadzono wieloszczeblowy trening sztabowy „Nysa 08”[7]

8 kwietnia
- podczas patrolu Zespołu Bojowego „A” HMMWV najechał na ładunek wybuchowy. Ciężko ranny st. szer. Grzegorz Politowski zmarł w szpitalu[7].
- żołnierze Wielonarodowej Dywizji Centrum Południe przekazali irackim siłom bezpieczeństwa 10 pojazdów HMMWV[7].

10–11 kwietnia
- w Akademii Obrony Narodowej odbyła się konferencja naukowa na temat „Współczesne i przyszłe zagrożenia bezpieczeństwa a rozwój sił zbrojnych”[7]

15 kwietnia
- w czasie odprawy kierowniczej kadry Wojsk Lądowych wyróżniono najlepsze oddziały i pododdziały w Wojskach Lądowych. Wyróżnienia otrzymały: buńczuk przechodni – 1 batalion czołgów z 10 BKPanc; proporzec dla wzorowego pododdziału – batalion wsparcia inżynieryjnego z 1 Brygady Saperów, 2 dplot z 15 pułku przeciwlotniczego, das z 12 BZ, 2 ksz z 16 batalionu powietrznodesantowego, kompania reprezentacyjna z 3 batalionu zabezpieczenia Dowództwa Wojsk Lądowych; tytuł „Wzorowego Pododdziału Wojsk Lądowych” – kompania likwidacji skażeń z 4 pułku chemicznego[7]
- biegli zakończyli eksperyment, podczas którego testowano moździerz wykorzystywany podczas incydentu w Nangar Khel

15–16 kwietnia
- w 34 BKPanc przeprowadzono trening sztabowy pod kryptonimem „Czerna 08”. Ćwiczono planowanie działań oraz wypracowanie dokumentów dowodzenia[7]

21 kwietnia
- w 12 BZ odbyło się pożegnanie żołnierzy III zmiany PKW Afganistan[7]

21–25 kwietnia
- na zatoce Gdańskiej okręty 8 Flotylli Obrony Wybrzeża ćwiczyły elementy działalności bojowej Okrętowej Grupy Trałowej[7]

24 kwietnia
- szef Inspektoratu Wsparcia SZ gen. dyw. Zbigniew Tłok-Kosowski wręczył wyróżnienia najlepszym jednostkom i instytucjom wojskowym. Wyróżnione zostały: Wojewódzki Sztab Wojskowy w Poznaniu, WSzW w Katowicach, 9 Rejonowa Baza Materiałowa w Warszawie, 5 RBM w Nowogrodzie Bobrzańskim, 2 pułk komunikacyjny w Inowrocławiu, 6 Ośrodek Przechowywania Sprzętu w Głogowie, Orkiestra Reprezentacyjna Śląskiego Okręgu Wojskowego, Klub Garnizonowy w Grudziądzu[7].
- w Belwederze odbyła się uroczystość przekazania znaków identyfikacyjnych jednostek wojskowych utożsamionych z oddziałami Wojska Polskiego odznaczonymi Orderem Wojennym Virtuti Militari. Insygnia otrzymały: pułk ochrony, 36 specjalny pułk lotnictwa transportowego, 10 batalion rozpoznawczy strzelców konnych, 24 batalion ułanów 10 BKPanc, 2 (14) batalion piechoty zmotoryzowanej 12 BZ oraz 1 i 2 Bateria 16 Pomorskiego pułku artylerii[7].

## Maj
9 maja
- Wojskowy Sąd Okręgowy w Warszawie zwolnił z aresztu trzech oskarżonych (starszych szeregowych) biorących udział w incydencie w Nangar Khel

## Czerwiec
10 czerwca
- Wojskowy Sąd Okręgowy w Warszawie zwolnił z aresztu dwóch oficerów i dwóch podoficerów biorących udział w incydencie w Nangar Khel

## Lipiec
- prokuratura wojskowa zamknęła śledztwo w sprawie wydarzeń z Nangar Khel

## Sierpień
5 sierpnia

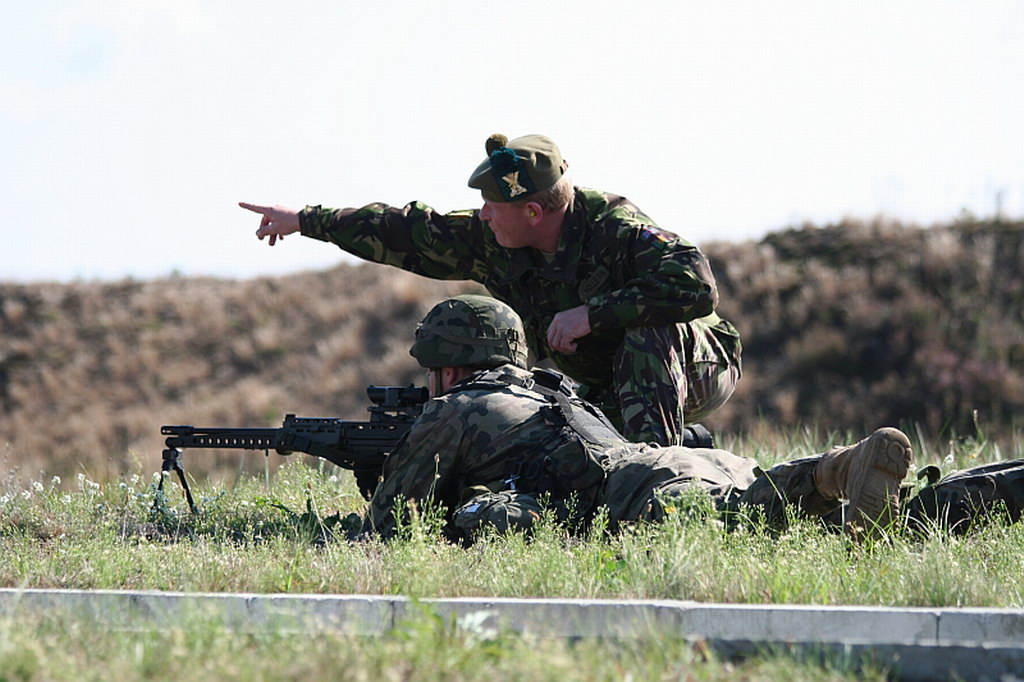
Międzynarodowe ćwiczenia pk. Kozacki Step '08

- na bazie 1. i 2 Brygady Lotnictwa Taktycznego oraz 3 Brygady Lotnictwa Taktycznego rozpoczęto formowanie 1. i 2 Skrzydła Lotnictwa Taktycznego oraz 3 Skrzydła Lotnictwa Transportowego. Termin osiągnięcia gotowości – 1 stycznia 2009[8].

15 sierpnia
- na dziedzińcu Belwederu odbyła się uroczystość wręczenia nominacji generalskich. Nominacje otrzymali: na stopień generała dywizji: gen. bryg. Andrzej Lelewski, gen. bryg. Andrzej Marian Wasilewski; na stopień generała brygady (kontradmirała): płk Grzegorz Gerard Gielerak, płk Ryszard Jerzy Frydrych, płk Andrzej Reudowicz, płk Michał Edward Sikora, płk Dariusz Wroński, kmdr Marek Kurzyk, kmdr Jerzy Tumaniszwili

31 sierpnia–13 września
- na poligonie w Nowej Dębie odbyły się polsko-ukraińsko-brytyjskie ćwiczenia pod kryptonimem Kozacki Step. Ogółem w ćwiczeniu wzięło udział ok. 500 żołnierzy. Polskę reprezentowała 25 Brygada Kawalerii Powietrznej z Tomaszowa Mazowieckiego, Wielką Brytanię – 7 batalion z Królewskiego Regimentu Szkocji (Royal Regiment of Scotland), Ukrainę – kompania z 79 Brygady Aeromobilnej. W ćwiczeniu wzięła też udział grupa oficerów z Litwy[9]

## Wrzesień
1 września
- Minister Obrony Narodowej zatwierdził wzór odznaki pamiątkowej i legitymacji 56 Kujawskiego pułku śmigłowców bojowych[10]

2–11 września

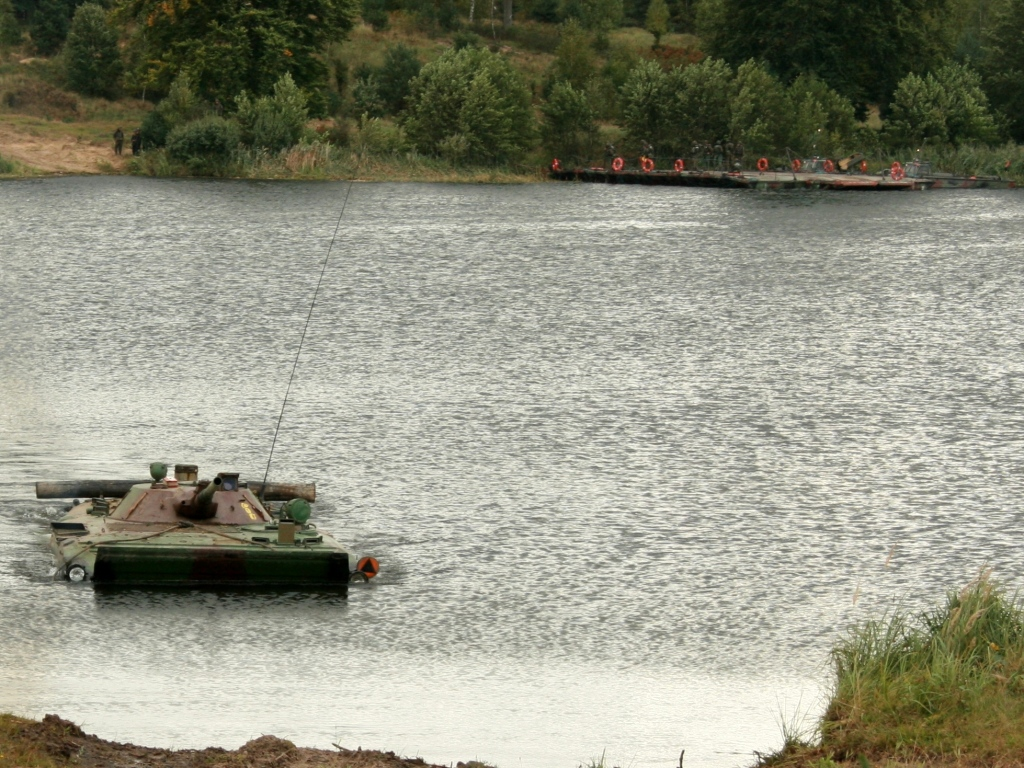
Ćwiczenie pk. Anakonda 2008

- w Ośrodku Szkolenia Poligonowego Wojsk Lądowych w Wędrzynie odbyło się ćwiczenie certyfikujące Polskie Siły Zadaniowe pod kryptonimem BAGRAM IV[11]

19–25 września
- odbyło się ćwiczenie taktyczne pod kryptonimem Anakonda 2008. W ćwiczeniu wzięły udział wydzielone jednostki Wojsk Lądowych, Sił Powietrznych, Marynarki Wojennej, Wojsk Specjalnych, Żandarmerii Wojskowej, Inspektoratu Wsparcia Sił Zbrojnych, Inspektoratu Wojskowej Służby Zdrowia, Straż Graniczna, Policja oraz elementy pozamilitarnych struktur obronnych państwa (przedstawiciele administracji rządowej oraz samorządowej woj. zachodniopomorskiego). Kierownikiem ćwiczenia był gen. broni Bronisław Kwiatkowski[12][13][14]

28 września–3 października
- na poligonie w Wędrzynie odbyło się ćwiczenie taktyczne Wielonarodowego Batalionu Policji Wojskowej NATO (NATO MNMPBAT) pod kryptonimem „Black Bear ’08”. Było to pierwsze ćwiczenie taktyczne tej formacji od daty jej powstania, kolejne odbyło się w Czechach w roku 2009[15]

## Październik
24 października
- 24 października 2008 minister obrony narodowej Bogdan Klich „dla upamiętnienia zasług Jacka Winklera w walce o wolność i suwerenność Ojczyzny” nadał Bazie Polskiego Kontyngentu Wojskowego w Ghazni imię Jacka Winklera[16].

30 października
- Polska przejęła odpowiedzialność za prowincje Ghazni, zobacz: Interwencja NATO w Afganistanie.